# Kamcia (sit SCI)
Kamcia este o arie protejată (sit de importanță comunitară — SCI) din Bulgaria întinsă pe o suprafață de 12.919,94 ha, integral pe uscat.

## Localizare
Centrul sitului Kamcia este situat la coordonatele 43°01′18″N 27°45′13″E / 43.0217°N 27.7536°E.

## Înființare
Situl Kamcia a fost declarat sit de importanță comunitară în decembrie 2007 pentru a proteja 1 specie de plante și 36 de specii de animale.

## Biodiversitate
Situată în ecoregiunile Marea Neagră și marină a Mării Negre, aria protejată conține 14 habitate naturale: Bancuri de nisip acoperite în permanență slab de apă marină, Estuare, Terase mlăștinoase și terase nisipoase neacoperite de apă la reflux, Golfuri mici largi și golfuri puțin adânci, Dune mobile cu vegetație embrionară, Dune mobile de-a lungul țărmului cu Ammophila arenaria („dune albe”), Dune de coastă fixe cu vegetație erbacee („dune gri”), Dune împădurite din regiunile atlantică, continentală și boreală, Depresiuni intradunale umede, Peșteri marine scufundate complet sau parțial, Păduri aluvionare cu Alnus glutinosa și Fraxinus excelsior (Alno-Padion, Alnion incanae, Salicion albae), Păduri mixte riverane de Quercus robur, Ulmus laevis și Ulmus minor, Fraxinus excelsior sau Fraxinus angustifolia, de-a lungul marilor râuri (Ulmenion minoris), Păduri panonice cu Quercus petraea și Carpinus betulus, Păduri panonice-balcanice de stejar turcesc - stejar sesil.
La baza desemnării sitului se află mai multe specii protejate:
- plante (1): Himantoglossum caprinum
- amfibieni (2): buhai de baltă cu burta roșie (Bombina bombina), Triturus karelinii
- mamifere (10): liliac cârn (Barbastella barbastellus), lupul (Canis lupus), vidră de râu (Lutra lutra), hamster românesc (Mesocricetus newtoni), liliac cu urechi mari (Myotis bechsteinii), marsuin (Phocoena phocoena), liliacul mic cu potcoavă (Rhinolophus hipposideros), popândău (Spermophilus citellus), delfin mare (Tursiops truncatus), dihor pătat (Vormela peregusna)
- nevertebrate (12): croitorul mare al stejarului (Cerambyx cerdo), Cucujus cinnaberinus, orthosia schmidtii (Dioszeghyana schmidtii), fluturele auriu (Euphydryas aurinia), Euplagia quadripunctaria, rădașcă (Lucanus cervus), fluturele purpuriu (Lycaena dispar), croitorul cenușiu al stejarului (Morimus funereus), Rosalia alpina, Unio crassus, Vertigo angustior, Vertigo moulinsiana
- pești (8): Alburnus mandrensis, scrumbie de dunăre (Alosa immaculata), scrumbie de mare (Alosa maeotica), rizeafcă (Alosa tanaica), avat (Aspius aspius), Barbus bergi, zvârluga (Cobitis taenia), boarță (Rhodeus amarus)
- reptile (4): Elaphe sauromates, țestoasa de baltă (Emys orbicularis), Testudo graeca, țestoasă bănățeană (Testudo hermanni)

Pe lângă speciile protejate, pe teritoriul sitului au mai fost identificate 19 specii de plante, 4 specii de amfibieni, 12 specii de mamifere, 2 specii de nevertebrate, 25 de specii de pești, 10 specii de reptile.